# ヘンリエッタ島

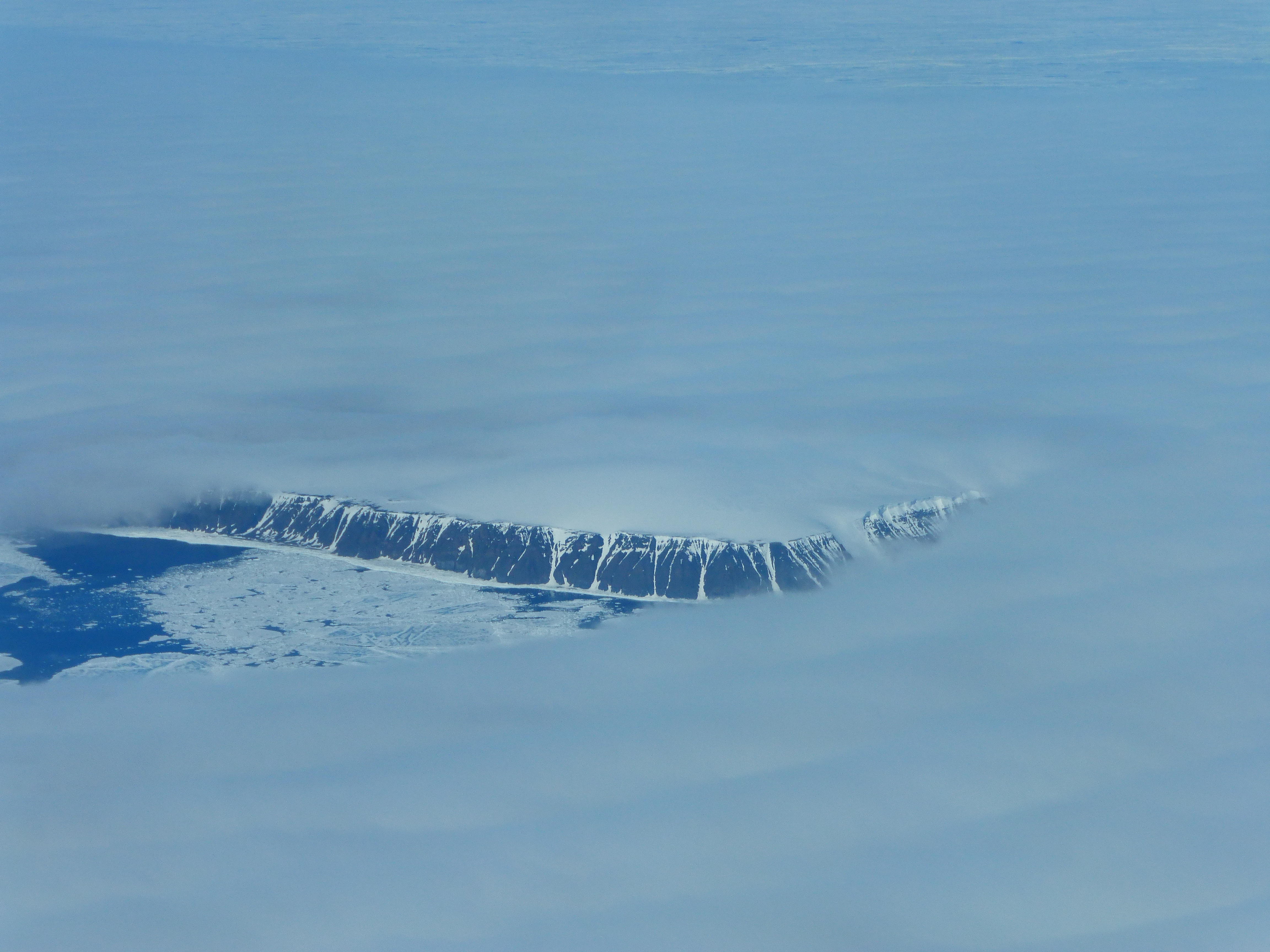
南東側から見たヘンリエッタ島

ヘンリエッタ島（英Henrietta Island、露Остров Генриетты）は、ロシアの東シベリア海に浮かぶ、デロング諸島に属する無人島。1881年に、アメリカ海軍のジャネット探検隊によって発見され、隊長のジョージ・W・デロングの下で名づけられた。ヘンリエッタ島はデロング諸島の北端に位置し、陸地のおよそ40%が氷河に覆われている。
島の形はおおよそ円形で、直径約6km、面積12km2、最高峰は315m（1,033フィート）である。
島は玄武岩や閃緑岩で形作られており、今から約4億年前のカレドニア造山運動で造成されたと言われている。その証拠として、島内で古生代の岩の破片が時折発見されている。

## 歴史
1879年にジャネット探検隊は出航し、隊長はジョージ・W・デロングが務めた。探検隊の目的はウランゲリ島を発見するのと、北極点に近づくことであった。だが、1879年9月に探検隊はジャネット島近海に達し、ヘラルド島を発見した。探検隊はその後数百マイルさまよった後、ウランゲリ島の北を通過し、1881年5月に再びジャネット島とヘンリエッタ島に接近し、島を発見した。翌年の1882年6月2日・3日には、ジョージ・W・メルヴィル率いる一行が探検に出かけた際に、島に記念碑を建て、われらがジャネット島を発見したと記録した。その1882年度の海軍長官報告書16ページには、「彼らは島にアメリカ国旗を掲げ、その島がアメリカ領であると宣言した」と記されている。
その後、1914年から15年にかけて、ロシア帝国のボリス・ヴィリキツキー率いる北極海航路探検隊が、ヘンリエッタ島とジャネット島の地図を作成するためにヴァイガチ号と名づけられた砕氷船で島に近づいた。しかし、周辺の厚い氷に阻まれて上陸は失敗に終わった。翌年、ロシア帝国のイギリス大使は「上陸の失敗は探検隊を考慮した上の結果であった」と発表した。現在のロシア連邦は、ヘンリエッタ島を近くの島と同じロシア領の一部としており、この主張は前のソビエト連邦から変わっていない。
島には1937年にソビエト連邦の北極駐屯地が設けられたが、1963年に閉鎖された。また、1979年には同じくソ連の探検隊が北極点近くでスキーを行った。
島の領有権は1881年の発見時にアメリカが主張し、1988年にはアラスカ州上院がアメリカの領有を支持する決議を出した。しかし、2003年アメリカ合衆国国務省は「ヘンリエッタ島の領有を主張したことはない」という声明を発表し、1994年アラスカ州最高裁判所は「ヘンリエッタ島は近隣の島に加えアラスカ州の一部ではない」という定義を出した。

## 島の記述

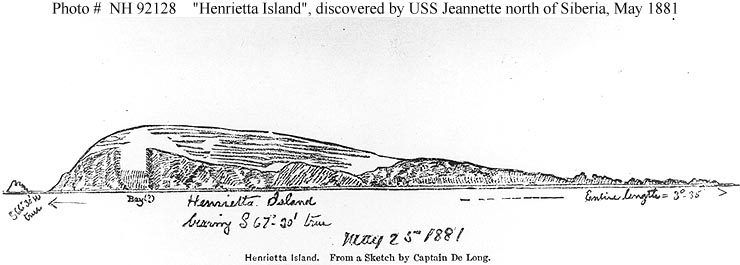
メルヴィルによるヘンリエッタ島のスケッチ

デロング諸島を巡ったデロング探検隊は、ヘンリエッタ島を次のように解説している。
「島の地面は岩石を雪が覆っており、東側にはいくつかの氷河がある。ヒメウミスズメの群れの巣があり、島にあった小さなコケ、少し草と岩は記念として持ち帰った。崖の近くは非常に険しいため、近づく事は難しい」（デロング探検隊日誌 565P）